# Sharon Matola
Sharon Matola, née le 3 juin 1954 et morte le 21 mars 2021,, est une biologiste et environnementaliste américaine originaire de Baltimore dans le Maryland aux États-Unis. Elle est la directrice et la fondatrice du zoo du Belize et du Tropical Education Centre , un zoo créé en 1983 pour protéger les animaux locaux qui avaient été utilisés dans un film documentaire au Belize.

## Création du zoo du Belize
Sharon Matola est arrivée au Belize après un parcours atypique qui l'a fait travailler avec un dompteur de lions roumain et une tournée de cirque à travers le Mexique.
Sharon Matola a été embauchée par le cinéaste Richard Foster en 1982 pour s'occuper de 20 animaux utilisés dans la réalisation d'un documentaire sur la faune. Lorsque le tournage du film a été achevé, on l'a laissé décider de comment disposer des animaux. Beaucoup d'entre eux étaient trop apprivoisés pour la vie dans la nature, donc l'idée d'un zoo a surgi. Matola a cherché à sensibiliser la population à la richesse de la faune bélizienne et à la détérioration de l'habitat du pays, puis elle est allée à l'étranger pour recueillir des fonds auprès des groupes environnementaux avec la bénédiction du gouvernement du Belize, qui ne pouvait pas offrir de soutien financier.
Le zoo abrite maintenant plus de 125 espèces locales, sensibilise et renseigne les gens sur la faune du Belize.

## Autres combats environnementaux
Matola a milité pour arrêter le projet du Barrage de Chalillo au Belize. Son combat a été décrit dans le livre Le Dernier Vol de l'ara rouge : la lutte d'une femme pour sauver le plus bel oiseau du monde (2008), par Bruce Barcott.
Elle a également contribué à la BFBS Radio au Belize depuis 1992, en commençant par une série populaire sur la vie sauvage intitulée Walk on the Wildside, dans laquelle elle a exploré la vie de la flore et de la faune du Belize.

## Publications
Sharon Matola écrit et coécrit plusieurs livres :
- (en) Hoodwink the owl, Macmillan Caribbean, 1988, livre jeunesse, 32 p.  (ISBN 978-0333475638)
- (en) A Field Guide to the Snakes of Belize, Belize Zoo & Tropical Education Center, 1996, guide d'hérpétologie, 147 p.Écrit avec Tony Garel.
- (en) Hoodwink the Owl Meets Mac the Macaw, 2000, livre jeunesse, 38 p.  (ISBN 978-9768111593)
- (en) The Story of Junior Buddy: Our Belizean Treasure, BRC Printing Ltd., 2010, livre jeunesse, 31 p.
- (en) Tambo the Tapir Tells His Tale, 2012, livre jeunesse, 34 p.